# Deltatunnel
De Deltatunnel is een tunnelcomplex gelegen in de Belgische hoofdstad Brussel. De tunnels verbinden de A4/E411 met de Beaulieulaan en de naastgelegen parking. Er is alleen een tunnel aangelegd voor verkeer komende van de A4/E411. Verkeer dat de A4/E411 op wil wordt bovengronds geleid.
Annie Cordytunnel · Baljuwtunnel · Belliardtunnel · Boileautunnel · Deltatunnel · Georges Henritunnel · Hallepoorttunnel · Jubelparktunnel ·Koninginnetunnel · Kortenbergtunnel · Kruidtuintunnel · Kunst-Wettunnel · Louizatunnel · Madoutunnel · Montgomerytunnel · Naamsepoorttunnel · NAVO-tunnel · Pachecotunnel · Reyerstunnel · Rogiertunnel · Stefaniatunnel · Tervurentunnel · Troontunnel · Van Praettunnel · Vleurgattunnel · Wettunnel · Woluwetunnel